# Амире
Амире (фр. Amuré) насеље је и општина у западној Француској у региону Поату-Шарант, у департману Де Севр која припада префектури Ниор.
По подацима из 2011. године у општини је живело 471 становника, а густина насељености је износила 31,7 становника/km². Општина се простире на површини од 14,86 km². Налази се на средњој надморској висини од 20 метара (максималној 28 m, а минималној 3 m).

## Демографија
| 1962. | 1968. | 1975. | 1982. | 1990. | 1999. | 2011. |
| ----- | ----- | ----- | ----- | ----- | ----- | ----- |
| 258   | 288   | 257   | 282   | 327   | 322   | 471   |

График промене броја становника у току последњих година